# 楊譚愛蓮
楊譚愛蓮（1932年—2006年6月24日），香港前任首席大法官楊鐵樑夫人。
楊譚愛蓮祖籍廣東台山，在香港出生長大，有混血兒背景。父親譚雅士是法官，曾先後獲頒OBE勳銜及太平紳士勳銜，1976年逝世時遺產達2000多萬港元，楊譚愛蓮獲其中四分一。
2006年8月5日，假中環聖約翰座堂舉行安息禮拜，除楊鐵樑及其親屬外，香港行政長官曾蔭權曾鮑笑薇伉儷、前特首董建華、多名主要官員和政經界名人如邵逸夫、方逸華都有出席。